# Castelul Saint-Maurice
Castelul Saint-Maurice (franceză Château du Saint-Maurice) se află situat în pitorescul sat Saint-Maurice-sur-Loire ce domină râul Loire de la o altitudine de 400m.De fapt este o asociație de două sate foarte apropiate: Saint-Maurice-sur-Loire si Saint-Jean-le-Puy, ce formează comuna Saint-Jean-Saint-Maurice-sur-Loire.

## Istoric
Originile primului castel nu sunt cunoscute, dar legătura dintre casa Saint-Maurice și contele de Forez deja foarte stransă în 1020, castelul primitiv a fost fără îndoială construit la inițiativa conților pentru a bara avansul domnilor de Beaujeu în nordul Forez-ului, deja amenințat de către Le Blanc și Semur.Ca mai toate castelele construite în secolul al XI-lea, și acesta a fost din lemn și se găsea pe o colină, înconjurat de un gard de țăruși, tot din lemn.Castelul se găsește pe un loc de trecere strategic și face parte dintr-un sistem de apărare, împreună cu alte castele sau orașe fortificate.
Acest castel din Saint-Maurice, din care a mai rămas impozantul donjon, a fost construit între 1100-1110 de puternica casa de Saint-Maurice, care a luat titlurile și numele de Roanne în secolul al XI-lea și le vor încredința unei branșe mai mici.Această inițiativă a fost probabil luată pentru a reîntări protecția celor din familia Roanne în fața încercuirii în nord de Le Blanc, la est și sud-est de Beaujeu și la sud-vest de Damas (Semur).
Încă dinainte de 1170, Saint-Maurice a căzut în mâinile celor din familia Beaujeu.Dar spre 1190, Humbert de Beaujeu învins de către conții Guy al II-lea și Guy al III-lea de Forez a trebuit să își abandoneze tributul adus de Saint-Maurice, și Néronde Urfé.Guichard al IV-lea de Beaujeu a relaut controlul asupra acestor trei castele, dar a fost forțat să le redea înainte de 1201.Situația va rămâne instabilă până la dispariția familiei Roanne-Saint-Maurice.
Când în 1221 Guy al IV-lea de Forez reia posesia asupra Saint-Maurice, fortăreața era deja dominată de donjonul său din piatră.Din cauza proastei consolidări de apărare a castelului în 1403, o bandă de șapte englezi au sechestrat locuitorii și le-au luat obiectele prețioase. 
La sfârșitul secolului al XV-lea, domeniul a fost dat gaj de către duce lui Guillaume Albon, senior de Saint-André.Acesta îl va retroceda în 1499 în schimbul altor pământuri.Dupa căderea conetabilului (comandant suprem al armatelor regale din Franța, în timpul feudalismului) Charles al III-lea de Bourbon în 1515, senioria a fost din nou dată gaj lui Jean Albon, fiul lui Guillaume.
În 1543, regele Charles al IX-lea îl va recupera pentru a-l uni cu ducatul Roannais în favoarea lui Claude Gouffer.Senioria Saint-Maurice a urmat destinul de-a lungul caselor Gouffier, Aubusson-La Feuillade și Hartcourt.
În 1626 cardinalul Richelieu v-a ordona dărâmarea castelului.Din acesta va mai rămâne decât donjonul.În 1677, ducele Francisc de la Feuillade va cumpăra de la rege domeniile regale Saint-Maurice, Saint-Haon și Crozet, ceea ce au format ducatul Roannais.